# Johann Franz Kfeller von Sachsengrün
Johann Franz Kfeller von Sachsengrün (* 4. Dezember 1724 in Hermannshütte; † 15. März 1799 in Krumau) war ein böhmischer römisch-katholischer Geistlicher und infulierter Prälat von Krumau.

## Leben
Johann (Nepomuk) Franz (de Paula) Kfeller (auch: Gfeller) von Sachsengrün wurde 1724 auf dem Gut Wilkischen (Vlkýš) bei Pilsen geboren. Sein Vater Karl Anton Kfeller Ritter von Sachsengrün war kaiserlicher Kreishauptmann von Pilsen und wurde am 6. Mai 1745 in den erblichen Freiherrenstand erhoben. Johann Franz’ Bruder Norbert (1712–1775) wurde 1742
Jägermeister und oberster Forstbeamter des Fürsten Schwarzenberg mit Sitz in Krumau.
Am 23. Dezember 1747 in Prag zum Priester geweiht, wurde Kfeller am 1. Januar 1753 Pfarrer und Dechant in Prachatitz und am 1. Januar 1762 Erzdechant und damit (9.) infulierter Prälat von Krumau (mit Sitz in der Prälatur an St. Veit). Als solcher weihte er mehrere Kirchen: die umgebaute Pfarrkirche in Velešín (26. Juni 1763), St. Leonhard in Untermoldau/Dolní Vltavice (22. Mai 1770), die Kapelle in Buchers (12. September 1779), die Gutwasserkirche zur Schmerzhaften Mutter Gottes in Oberplan (17. Oktober 1779) und St. Anna in Schönau/Pěkná (31. Juli 1791).
Erzdechant und (auf Grundlage der Kreisreform
1751) Budweiser Kreisvikar Baron Kfeller war der letzte Krumauer Pfarrer, der von den Jesuiten präsentiert wurde. Mit 37 Jahren hatte er nach Hostislav von Bílsko, Pfarrer von 1369 bis 1414, die zweitlängste Amtszeit als Pfarrer und die längste Amtszeit als Krumauer Erzdechant. Er starb am 15. März 1799 in Krumau.